# Arapaçu-de-lafresnaye
O arapaçu-de-Lafresnaye (nome científico: Xiphorhynchus guttatus guttatoides) é uma ave passeriforme residente encontrada na América do Sul tropical, na Amazônia ocidental e meridional e seções adjacentes do cerrado. É frequentemente considerada uma subespécie do arapaçu-de-garganta-amarela, mas essa "espécie" combinada seria polifilética. Inclui o arapaçu-de-bico-escuro (Xiphorhynchus guttatoides eytoni), que às vezes é considerado uma espécie separada (ver Taxonomia).

## Descrição
Com um comprimento total de 25–28 cm, este arapaçu é, junto com o arapaçu-de-garganta-amarela, o maior membro do gênero Xiphorhynchus. As asas e a cauda são ruivas. A cabeça, o manto e as partes inferiores são castanho-oliva com listras bege (subespécies X. g. guttatoides e X. g. dorbignyanus) ou esbranquiçadas (X. g. eytoni, X. g. gracilirostris e X. g. vicinalis). O bico é longo, ligeiramente curvado e em forma de gancho na ponta. O bico é principalmente da cor de chifre claro (X. g. guttatoides e X. g. dorbignyanus) ou escurecido (X. g. eytoni, X. g. gracilirostris e X. g. vicinalis).

## Ecologia
O arapaçu-de-Lafresnaye é restrito a florestas e bosques. Em sua área de distribuição, é geralmente o arapaçu grande mais comum. É um insetívoro, que se alimenta de formigas e outros insetos, e aranhas. Alimenta-se na parte baixa das árvores, geralmente sozinho, mas grupos seguem colunas de formigas de correição. A espécie constrói um ninho forrado de casca em um buraco de árvore ou toco oco e põe dois ovos brancos.

## Taxonomia
A taxonomia é altamente complexa. Muitas vezes, é considerada uma subespécie do arapaçu-de-garganta-amarela, mas dados moleculares indicam que essa espécie está mais próxima do arapaçu-do-cacau do que do arapaçu-de-Lafresnaye. Alternativamente, o grupo eytoni (incl. vicinalis e gracilirostris) tem sido considerado uma espécie separada, o arapaçu-de-bico-escuro (Xiphorhynchus (guttatoides) eytoni), mas, apesar de sua aparência diferente, é mais apropriadamente considerado uma subespécie do arapaçu-de-Lafresnaye.
Dados biogeográficos e moleculares sugerem que a relação entre esses táxons e o arapaçu-de-garganta-amarela merece estudos mais aprofundados.
No entanto, dos principais sistemas taxonômicos, apenas o Handbook of the Birds of the World (HBW) da Birdlife International trata o arapaçu-de-Lafresnaye como uma espécie. O Comitê de Classificação Sul-Americano da Sociedade Ornitológica Americana, o Comitê Ornitológico Internacional (IOC) e a taxonomia de Clements incluem suas cinco subespécies com três outras no arapaçu-de-garganta-amarela (X guttatus). Para detalhes completos dessas oito subespécies, veja o artigo sobre o arapaçu-de-garganta-amarela.